# Resident Evil: The Darkside Chronicles
Resident Evil: The Darkside Chronicles (jap. バイオハザード ダークサイド・クロニクルズ, Baiohazādo Dākusaido Kuronikuruzu für Biohazard: Darkside Chronicles) ist ein 2009 erschienener Survival-Horror-Rail-Shooter für die Nintendo Wii, der von Capcom entwickelt wurde. Es ist der Nachfolger von Resident Evil: The Umbrella Chronicles.
Im Gegensatz zum direkten Vorgänger erhielt The Darkside Chronicles, trotz nahezu identischer Grafik und Gewaltdarstellung eine USK-Freigabe ab 18 Jahren und erschien unzensiert in Deutschland.
Zum 15-jährigen Jubiläum der Resident-Evil-Reihe erschien The Darkside Chronicles zusammen mit The Umbrella Chronicles als HD-Auflage unter dem Namen "Resident Evil: Chronicles HD Collection" als Download im PlayStation Store, welche sowohl per PlayStation Move als auch per DualShock-3-Controller gesteuert werden kann. Aufgrund der Indizierung von The Umbrella Chronicles ist diese Collection jedoch nicht als solche im deutschen PS-Store erhältlich, The Darkside Chronicles HD kann jedoch einzeln erworben werden.

## Spielmechanik
Das Zielen im Spiel erfolgt mit der Wiimote und optional dem Nunchuk-Controller oder aber dem Wii Zapper, um das auf dem Bildschirm sichtbare Fadenkreuz zu steuern. Der Controller wird dabei direkt in Richtung des Bildschirms gehalten. Wie für Rail Shooter typisch hat der Spieler nicht die Möglichkeit, den Spielcharakter selber zu steuern. Die Bewegung des Charakters ist im Wesentlichen vorgegeben und folgt einem festen Plan, allerdings können situationsbedingte Ausweichbewegungen ausgeführt oder sich beizeiten für eine von zwei möglichen Wegen entschieden werden. Das Spiel erlaubt zwei Spielern gleichzeitig zu spielen, hierbei steuert jeder seinen eigenen Cursor.
Die Umgebung der in einzelne Level und Kapitel unterteilten Spielwelt ist z. T. interaktiv und beinhaltet diverse zerstörbare Gegenstände wie Schränke, Behälter, Lampen oder Statuen. In diesen sind häufig Verbrauchsgegenstände wie z. B. Heilkräuter oder Munition versteckt, aber auch freischaltbare Extras und Hintergrundinformationen zur Geschichte können so freigeschaltet werden.
Zwischen den einzelnen Leveln kann das Inventar verwaltet und neue Waffen gekauft und verbessert werden. Als Währung hierfür dienen im Spiel erzielte Highscore-Punkte, die je nach Art des Durchspielens der Level (benötigte Zeit, Zielgenauigkeit, erlittene Tode usw.) verdient werden.

## Handlung
In The Darkside Chronicles werden größtenteils Handlungsstränge aus Resident Evil 2 und Resident Evil Code: Veronica aufgegriffen. Als Rahmenhandlung dazu dient ein in Südamerika angelegtes, neues Szenario, genannt "Operation: Javier", welches vier Jahre nach den Ereignissen aus Resident Evil 2 und zwei Jahre vor denen aus Resident Evil 4 spielt. Die Hauptfiguren dieses Szenarios sind Leon S. Kennedy und der aus Resident Evil 4 bekannte Jack Krauser, die dort den Drogenbaron Javier Hidalgo aufspüren sollen. Er ist in Geschäfte mit der Umbrella Corporation verstrickt und plant seine Macht mithilfe von B.O.W.s auszubauen. Dazu hat er ein Fischerdorf sowie seine eigene Tochter Manuela mit dem T-Veronica Virus infiziert. Leon und Krauser können Javier schließlich zur Strecke bringen und sind gezwungen, auch die durch das Virus mutierte Manuela zu töten. Im weiteren Verlauf wird auch erklärt, weshalb Krauser später die Seiten wechselt und sich dem berüchtigten Albert Wesker anschließt.
Während der Mission erzählt Leon Krauser von seinen früheren Erlebnissen, die der bzw. die Spieler in Rückblenden nachspielen. In den Kapiteln um Resident Evil 2 übernimmt der Spieler dazu die Rollen von Leon und Claire Redfield, in den Code: Veronica-Sequenzen wiederum die von Claire sowie dem zu dieser Zeit auf Rockford Island gefangenen Steve Burnside.

## Kritiken
Kritiken fielen größtenteils positiv aus. Gelobt wurde insbesondere zahlreiche Verbesserungen gegenüber dem Vorgänger, wie die größere Länge und bessere Spieltiefe. Grafik und Spannung wurden ebenso positiv hervorgehoben. Kritik gab es allerdings für die hektische Kamera und die daraus resultierenden Probleme beim Zielen.